# Calendário do ano de 1582 em Portugal
O calendário do ano de 1582 em Portugal mostra as alterações e correcções que ocorreram em Portugal nos calendários civil e litúrgico católico de acordo com a bula Inter gravissimas, assinada pelo Papa Gregório XIII no dia 24 de fevereiro de 1582, e cujas consequências no calendário civil foram mandadas executar pela lei de Filipe I de Portugal, assinada em Lisboa, a 20 de setembro do mesmo ano para entrar em vigor na noite de 4 para 15 de outubro, a mais longa noite do calendário.
O ano de 1582 foi, em Portugal e noutros Estados europeus, o ano da reforma ou correcção do calendário juliano substituído pelo calendário gregoriano, foi um ano de transição e mudança de calendário, um ano diferente dos anteriores e dos futuros, particularmente pela supressão de 10 dias no mês de outubro.

## Calendário do ano 1582, daEra de Cristo, em Portugal
O ano de 1582 foi,  inicialmente um ano comum, com a letra dominical G, e começou a uma segunda-feira.
Porém, a reforma do calendário juliano, introduzida nesse ano pelo Papa Gregório XIII, teve como consequência não só um novo calendário perpétuo — o calendário gregoriano, mas também um ano menor que acabou por ter apenas 355 dias.

### A bula papal que criou o calendário gregoriano
A Reforma do calendário gregoriano foi o culminar de muitos estudos e propostas apresentadas nos séculos anteriores com a finalidade de corrigir as bases do cálculo da data da celebração da Páscoa para aproximar as regras o mais possível com as datas astronómicas do equinócio da Primavera e da Lua Cheia que coincide com ele ou se lhe segue imediatamente.
Quando se chega ao século XVI já os matemáticos e astrónomos tinham calculado um desvio acumulado, de vários dias, entre o equinócio da Primavera observado nos céus e equinócio suposto nos calendários litúrgicos a 21 de março, desvio esse que em 1582 se estabeleceu ser já de 10 dias. Essa diferença pode ser observada também nos calendários de Missais e de Livros de Horas no mês de março em que a chegada do Sol ao signo do Carneiro é assinalada por volta do dia 11 de março.
O documento base do calendário gregoriano é a bula Inter gravissimas ("Entre as maiores preocupações ..."), assinada pelo Papa Gregório XIII, na sua residência em Túsculo, a norte de Roma, no dia 24 de Fevereiro de 1582, dia do apóstolo São Matias (e também o dia a partir do qual se mudava de letra dominical nos anos bissextos).
A reforma do calendário gregoriano apresenta duas grandes mudanças — uma apenas para o ano de 1582 e outra para o futuro, com regras para um calendário perpétuo.
Afirma a bula Inter gravissimas: "E assim para que o Equinócio da Primavera, que os membros do Concílio de Niceia fixaram no 12º dia antes das Calendas de Abril — 21 de março  —, volte a ocorrer nessa data, prescrevemos e ordenamos que sejam suprimidos no mês de Outubro do ano de 1582 os dez dias que vão do 3º dia antes das Nonas — 5 de outubro — à véspera dos Idos — 14 de outubro —, inclusive, e que o dia que seguirá ao 4º dia antes das Nonas — 4 de outubro  —, em que tradicionalmente celebramos a festa de São Francisco, seja nomeado Idos de Outubro — 15 de outubro." O texto da Bula refere os dias dos meses na forma do antigo calendário romano.
A primeira alteração, e apenas para esse ano, era a supressão de 10 dias no mês de outubro — seriam retirados os dias 5 a 14 inclusive -. Ficaram mais pequenos o mês de outubro (só 21 dias) e o ano de 1582 (355 dias), e também o número de semanas (só teve 51 semanas).
Desta alteração resultou também a mudança da Letra dominical para C a partir do primeiro dia do novo calendário — o dia 15 de outubro, sexta-feira  —, que se seguiu ao dia 4 de outubro, quinta-feira, dia da celebração de São Francisco de Assis, não se alterando a sequência dos dias da semana.
Outra mudança do novo calendário alterou o cálculo dos anos bissextos para o futuro. Em cada 400 anos o calendário juliano tinha 100 anos bissextos, e a partir do calendário gregoriano esse intervalo passou a ter apenas 97 bissextos.
O texto da bula explica como: "Depois, para que o Equinócio não volte no futuro a afastar-se do dia 12º antes das Calendas de Abril — 21 de março, decretamos que deve ser intercalado um ano bissexto de 4 em 4 anos, segundo o costume, excepto nos anos centenários; e que estes, apesar de sempre terem sido bissextos até agora, e que queremos que o ano de 1600 o seja ainda, não o serão os seguintes; e que por cada período de 400 anos, cada um dos três primeiros centenários não sejam bissextos, mas o quarto será bissexto, de forma que os anos 1700, 1800 e 1900 não serão bissextos. O ano 2000 será intercalado como é costume como bissexto, contando o mês de Fevereiro com 29 dias, e que a mesma ordem de supressões e intercalações de bissextos em cada período de 400 anos será respeitada perpetuamente."
A opção para o acerto da data de celebração da Páscoa foi para a data mais próxima possível da ocorrência do equinócio da Primavera na época do Concílio de Niceia a 21 de março
Outra alteração do calendário gregoriano refere-se ao cálculo da Páscoa, preferindo o uso das Epactas ao uso do número áureo.

### Lei de Filipe I para a aplicação do novo calendário gregoriano em Portugal
O regresso do equinócio da Primavera ao dia tradicionalmente referido ao tempo do Primeiro Concílio de Niceia é o aspecto da Bula papal destacado na Lei que determinava a aplicação daquela Bula papal no Reino de Portugal, assinada por Filipe I de Portugal, em Lisboa, a 20 de Setembro de 1582, e impressa em português, para larga difusão entre todos, as autoridades eclesiásticas — "Arcebispos, Bispos e mais Prelados", por um lado, e as autoridades judiciais — "justiças, Escrivães da Fazenda e da Câmara, Tabeliães das Notas [...] e quaisquer outros oficiais", por outro:
"Dom Filipe, por graça de Deus, Rei de Portugal [...] faço saber aos que esta minha Lei virem que o nosso mui Santo Padre Gregório décimo tércio, ora presidente na universal Igreja de Deus, ordenou um Calendário perpétuo para que nela se celebrasse o dia de Páscoa da Ressurreição de Nosso Senhor Jesus Cristo no próprio tempo em que os Sumos Pontífices antigos e o santo Concílio Niceno o determinaram [...] 
E porquanto para este efeito era necessário diminuirem-se dez dias do ano que corria, declarou Sua Santidade que fossem do mês de Outubro que ora virá deste ano presente de mil quinhentos oitenta e dois para que passados os primeiros quatro dias do dito mês se começassem logo a contar dos quinze dias, e daí por diante até aos trinta e um, e os mais meses corressem pela conta antiga que até agora tiveram. [...] [...] de maneira que tanto que passar o quarto dia do dito mês de Outubro próximo vindouro, que será uma quinta feira do bem-aventurado São Francisco, logo o seguinte dia, sexta feira, em que haviam de contar os cinco dias do mês se diga aos quinze [...]" — Lei de Filipe I de Portugal, existente na Torre do Tombo.

### O calendário de 1582
Assim, o ano de 1582 em Portugal foi um 
Ano comum incompleto da reforma do Calendário Gregoriano

### O mês de Outubro de 1582 com as alterações da letra dominical e celebrações litúrgicas
| Calendário | Semana | LD do ano | LD do dia | Calendário Romano   | Notação árabe | Dia da semana | Alterações na liturgia católica |
| Juliano    | 40     | G         | A         | Calendas            | 1             | segunda-feira | |
| Juliano    | 40     | G         | B         | 6º antes das nonas  | 2             | terça-feira   | |
| Juliano    | 40     | G         | C         | 5º antes das nonas  | 3             | quarta-feira  | |
| Juliano    | 40     | G         | D         | 4º antes das nonas  | 4             | quinta-feira  | São Francisco de Assis, confessor |
| Gregoriano |        |           | E         | 32º antes das nonas | 5             |               | 1º dia anulado |
| Gregoriano |        |           | F         | Véspera das nonas   | 6             |               | 2º dia anulado |
| Gregoriano |        |           | G         | Nonas               | 7             |               | 3º dia anulado |
| Gregoriano |        |           | A         | 8º antes dos Idos   | 8             |               | 4º dia anulado |
| Gregoriano |        |           | B         | 7º antes dos Idos   | 9             |               | 5º dia anulado |
| Gregoriano |        |           | C         | 6º antes dos Idos   | 10            |               | 6º dia anulado |
| Gregoriano |        |           | D         | 5º antes dos Idos   | 11            |               | 7º dia anulado |
| Gregoriano |        |           | E         | 4º antes dos Idos   | 12            |               | 8º dia anulado |
| Gregoriano |        |           | F         | 3º antes dos Idos   | 13            |               | 9º dia anulado |
| Gregoriano |        |           | G         | Véspera dos Idos    | 14            |               | 10º dia anulado |
| Gregoriano | 40     | C         | A         | Idos                | 15            | sexta-feira   | Celebrar os mártires Dinis, Rústico e Eleutério, memória de são Marcos, Papa e confessor e os santos mártires Sérgio Baco, Marcelo e Apuleio |
| Gregoriano | 40     | C         | B         | 17º Cal. Nov.       | 16            | sábado        | Celebrar são Calisto, papa e mártir |
| Gregoriano | 40     | C         | C         | 16º Cal. Nov.       | 17            | domingo       | Celebrar ofício e missa do 18º Domingo depois do Pentecostes                                                                                 |
| Gregoriano | 41     | C         | D         | 15º Cal. Nov.       | 18            | segunda-feira | Celebrar São Lucas evangelista |
| Gregoriano | 41     | C         | E         | 14º Cal. Nov.       | 19            | terça-feira   | |
| Gregoriano | 41     | C         | F         | 13º Cal. Nov.       | 20            | quarta-feira  | |
| Gregoriano | 41     | C         | G         | 12º Cal. Nov.       | 21            | quinta-feira  | |
| Gregoriano | 41     | C         | A         | 11º Cal. Nov.       | 22            | sexta-feira   | |
| Gregoriano | 41     | C         | B         | 10º Cal. Nov.       | 23            | sábado        | |
| Gregoriano | 41     | C         | C         | 9º Cal. Nov.        | 24            | Domingo       | |
| Gregoriano | 42     | C         | D         | 8º Cal. Nov.        | 25            | segunda-feira | |
| Gregoriano | 42     | C         | E         | 7º Cal. Nov.        | 26            | terça-feira   | |
| Gregoriano | 42     | C         | F         | 6º Cal. Nov.        | 27            | quarta-feira  | |
| Gregoriano | 42     | C         | G         | 5º Cal. Nov.        | 28            | quinta-feira  | |
| Gregoriano | 42     | C         | A         | 4º Cal. Nov.        | 29            | sexta-feira   | |
| Gregoriano | 42     | C         | B         | 3º Cal. Nov.        | 30            | sábado        | |
| Gregoriano | 42     | C         | C         | Véspera Cal. Nov.   | 31            | Domingo       | |